# A Gudiña
A Gudiña est une commune de la province d'Ourense en Espagne située dans la communauté autonome de Galice.

## Personnalité liée à la commune
- Sébastien d'Aparicio (1502-1600) bienheureux franciscain observant, né à A Gudiña